# Saskia Budgett
Saskia Budgett (21 de septiembre de 1996) es una deportista británica que compite en remo. Ganó una medalla de bronce en el Campeonato Europeo de Remo de 2021, en la prueba de doble scull.

## Palmarés internacional
| Campeonato Europeo | Campeonato Europeo | Campeonato Europeo | Campeonato Europeo |
| Año                | Lugar              | Medalla            | Prueba             |
| ------------------ | ------------------ | ------------------ | ------------------ |
| 2021               | Varese (Italia)    | Medalla de bronce  | Doble scull        |